# PetroSA

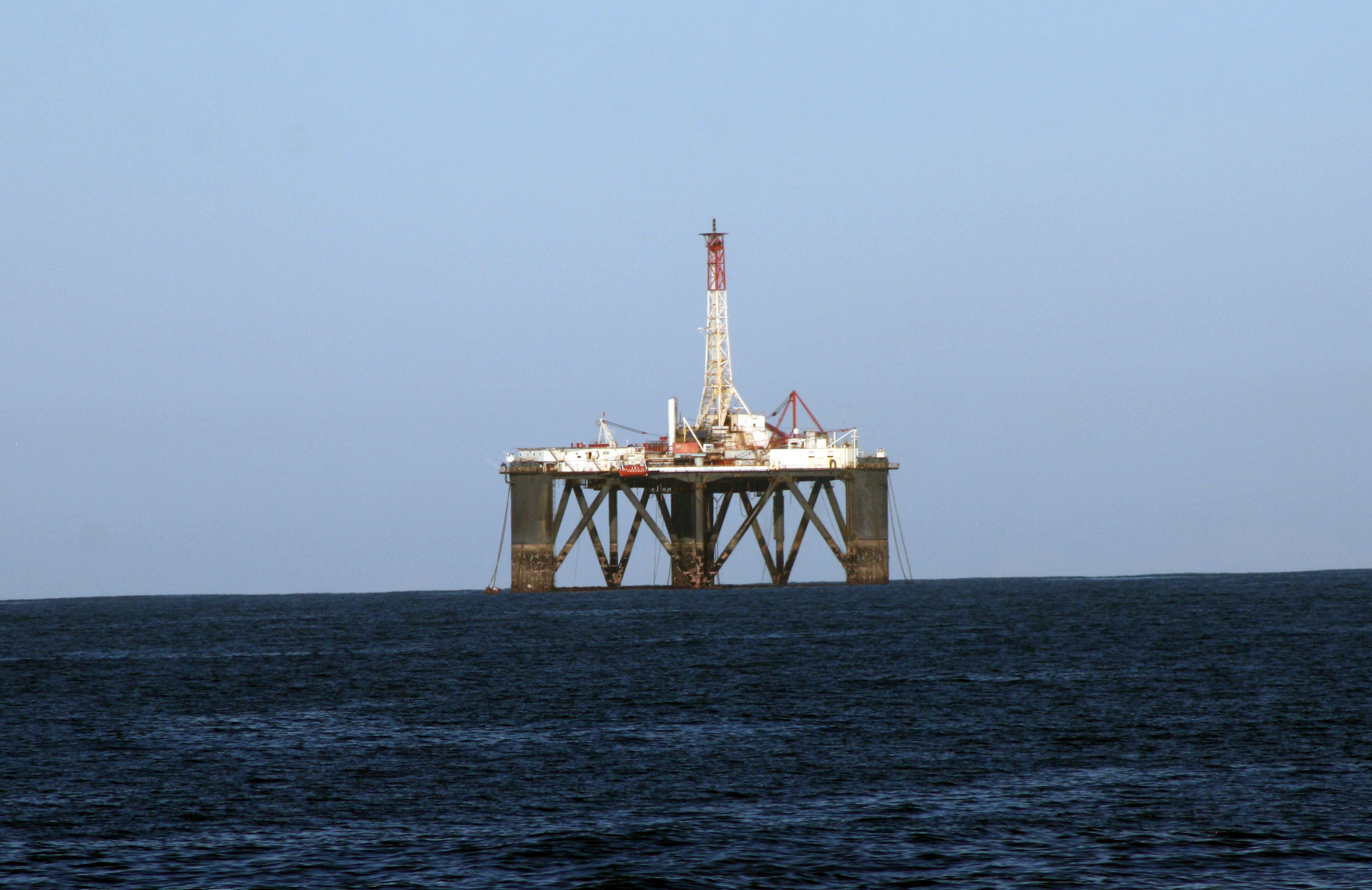
Plateforme FPSO flottante Orca dans l' océan Indien pour le stockage intermédiaire de pétrole brut

PetroSA, dont le nom complet est  Petroleum Oil and Gas Corporation of South Africa ( SOC ) Limited, est la compagnie pétrolière publique en Afrique du Sud . En tant qu'entreprise d'État dans le secteur de l'énergie, PetroSA dépend du Ministère des mines et de l'énergie à travers le Fonds central de l'énergie (en anglais : Central Energy Fund, CEF). 
PetroSA a été créée en 2002 par la fusion de Soekor E et P Limited, Mossgas Limited et des parts du Strategic Fuel Fund, une autre division du CEF. PetroSA a son siège au Cap, dans le quartier de Parow.

## Histoire
L'histoire de PetroSA remonte à la fondation de Soekor en 1965 dans le but d'exploiter des gisements pétroliers à proximité de Beaufort Ouest. La ressource s'avèrera cependant trop faible pour pouvoir être exploitée commercialement. Les forages entrepris amènent à la découverte de gisements de gaz naturel au large de la côte sud du pays. Dès 1970 Soekor fore des puits d'exploration offshore supplémentaires dans le cadre d'un projet conjoint avec les compagnies Rand Mines et US Natural Resources.

## Activités
- l' et la production de pétrole et de gaz naturel ;
- la production de carburants synthétiques à partir de gaz offshore dans sa raffinerie GTL, située à Mossel Bay[5] ;
- la commercialisation et la distribution de produits pétroliers et pétrochimiques .

Les zones de production Oribi et Oryx sont situées dans l'océan, à environ 120 kilomètres au sud de Mossel Bay. La production de pétrole dans le champ d'Oribi existe depuis 1996.  PetroSA opère dans le champ gazier FA-EM, ainsi que dans les champs gaziers de la côte sud et les zones de production d' Oribi et d' Oryx - le tout sur le plateau continental au large de la côte. La raffinerie Mossel Bay GTL tire sa matière première de là. En dehors du territoire sud-africain, PetroSA a des activités de production en Guinée équatoriale, en Namibie, et au Ghana.

## Dirigeants
| Dirigeants de PetroSA | Dirigeants de PetroSA      | Dirigeants de PetroSA | Dirigeants de PetroSA |
| Président             | Président                  | Directeur général     | Directeur général     |
| Années                | Nom                        | Années                | Nom                   |
| --------------------- | -------------------------- | --------------------- | --------------------- |
| 2002-2010             | Popo Molefe                | 2002-2003             | Mpumelelo Tshume      |
| 2011-2012             | Benny Mokaba               | 2004-2010             | Sipho Mkhize          |
| 2013-2014             | Szwe Mncwango              | 2011                  | Yekani Tenza          |
| 2015                  | Gillian Nonhlanhe Jiyane   | 01 Mar 2012-2015      | Nosizwe Nokwe-Macamo  |
| 2016                  | Bhekabantu Wilfred Ngubane | 2016                  | Mapula Modipa         |
| 2017-2018             | Nhlanhla Gumede            | 2017-2018             | Kholly Zono           |
| 2019-Present          | Frans Baleni               | 2018-2019             | Bongani Sayidini      |
|                       |                            | 2020-                 | Pragasen Naidoo       |